# Savigné-l'Évêque
 Savigné-l'Évêque  es una población y comuna francesa, situada en la región de Países del Loira, departamento de Sarthe, en el distrito de Le Mans y cantón de Le Mans-Est-Campagne.

## Demografía
| 1911 | 1933 | 2269 | 3076 | 3576 | 3721 |
| Para los censos de 1962 a 1999 la población legal corresponde a la población sin duplicidades (Fuente: INSEE [Consultar]) |      |      |      |      |      |